# Stufenbau

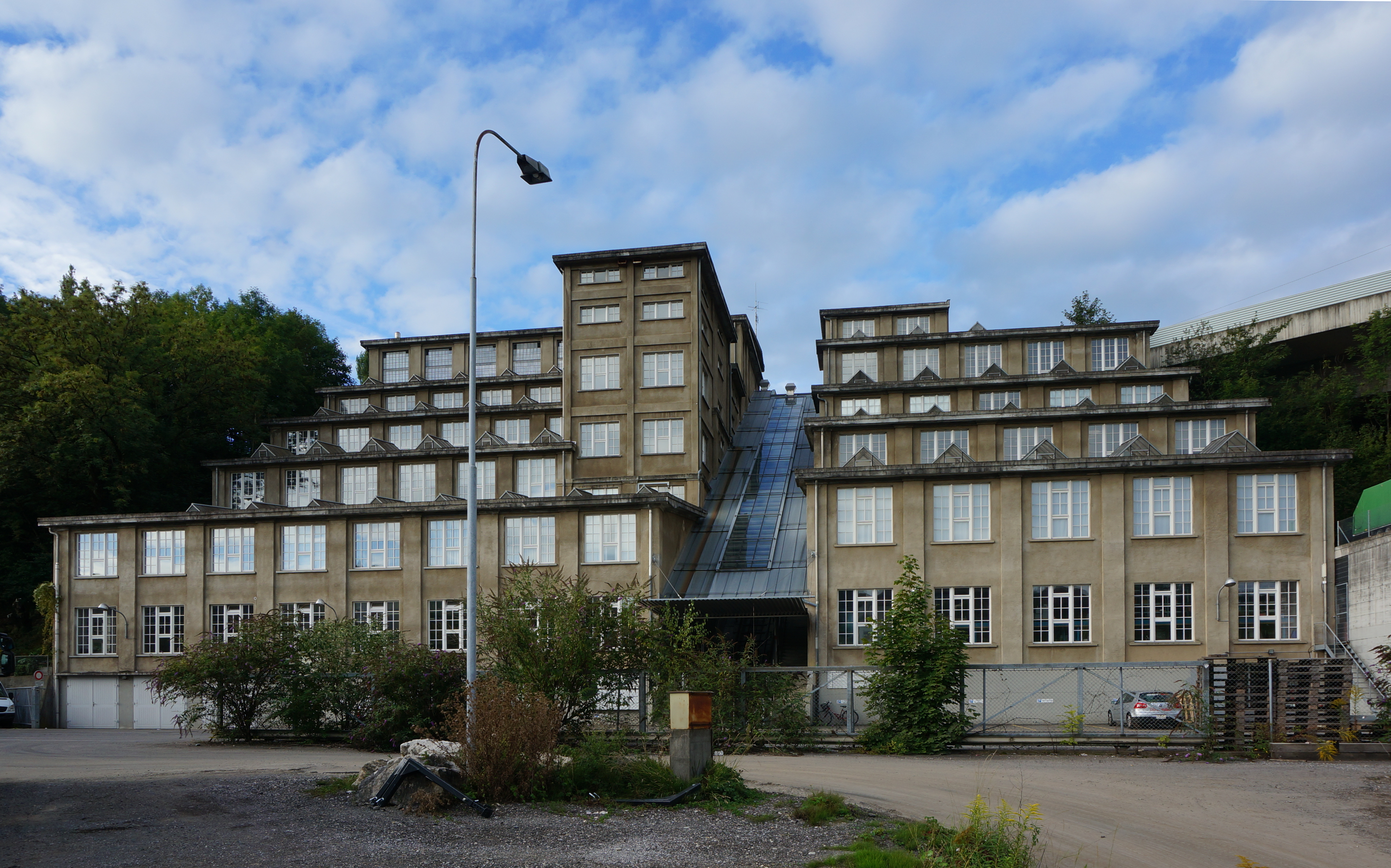
Der Stufenbau aus nördlicher Richtung

Der Stufenbau in Ittigen im Kanton Bern ist eine ehemalige Nitrocellulose-Fabrik und ein Schweizer Kulturgut von regionaler Bedeutung (B-Liste; KGS-Nr.: 00963).

## Geschichte
Der Bau des Gebäudes wurde 1924 begonnen. Zwei Jahre später, 1926, begann die Herstellung der Nitrocellulose, welche bis 1938 fortgeführt wurde. Ab 1973 diente der Stufenbau nur noch als Lagerraum. 
Nachdem das Gebäude 1990 ins Inventar der kantonalen Kunstaltertümer der Denkmalpflege aufgenommen worden war, wurde es unter anderem für kulturelle Anlässe wie Konzerte und Theateraufführungen verwendet. In den frühen 1990er Jahren gehörte der Stufenbau ausserdem zu den bekanntesten Clubs der damals aufkommenden Technokultur.
1995 wurde eine Disco eröffnet und ab 2004 wurden Künstlerateliers eingerichtet. Heute gehört der Stufenbau verschiedenen Stockwerkeigentümern, welche dort unterschiedliche Gewerbe betreiben. Seit 2013 werden die beiden obersten Stockwerke auch wieder als Event-Location genutzt, allerdings nur noch für private Anlässe.

## Lage
Der Stufenbau liegt direkt an der 1962 eröffneten Autobahn A1 sowie in unmittelbarer Nähe zur SBB- und zur RBS-Strecke S7.

## Seilbahn

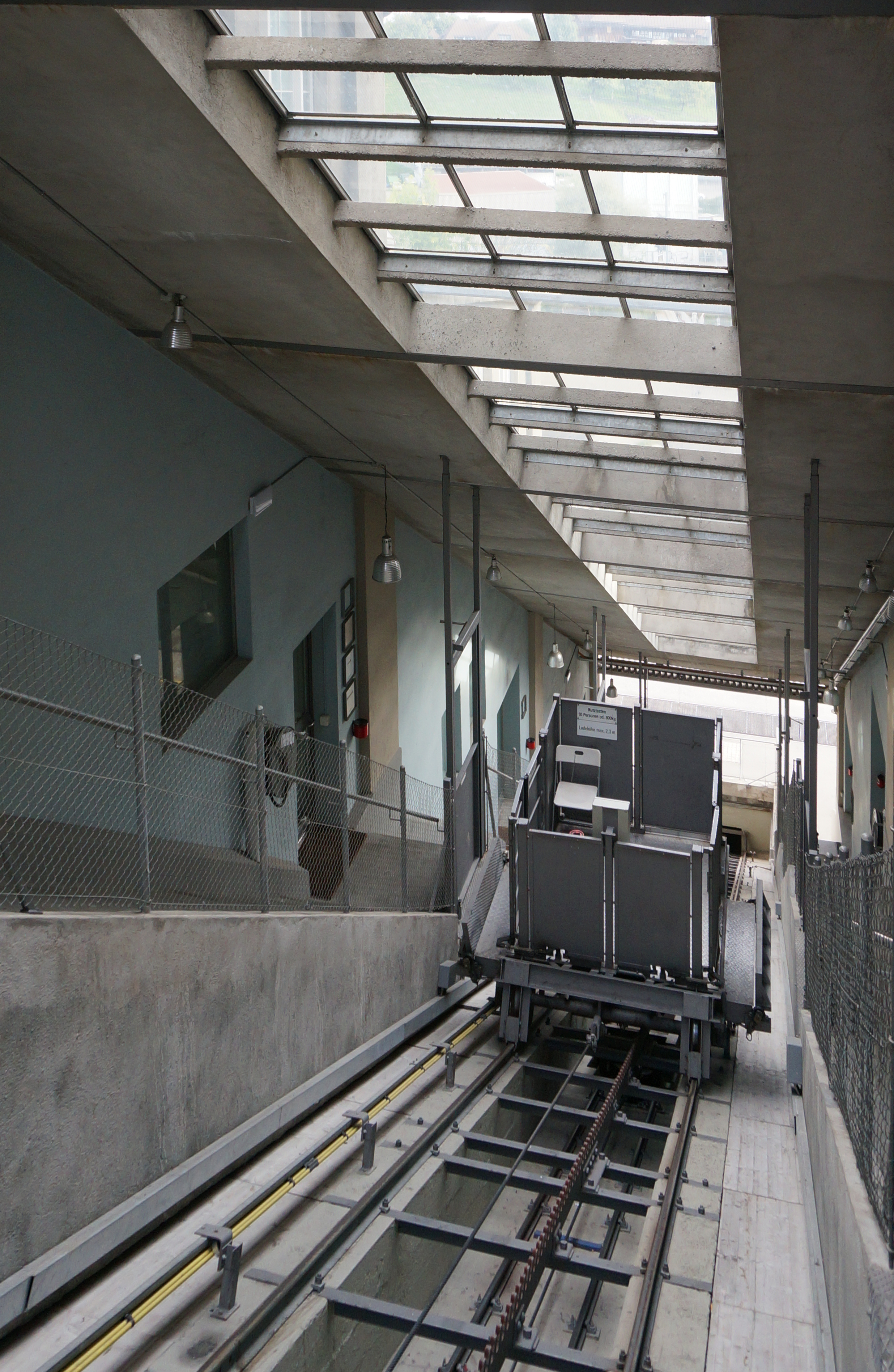
Schrägaufzug im Stufenbau

Seit 1924 verbindet ein für 750 kg ausgelegter Schrägaufzug die Talstation auf dem Platz vor dem Gebäude (514 m ü. M.) mit der Bergstation im 5. Stock (537 m ü. M.). Auf der 47 Meter langen Strecke gibt es sieben Zwischenstationen. Die Kabine für acht Personen wird von einer in der Talstation angeordneten Seilwinde angetrieben.
2017 wurde die gesamte Steuerung der Seilbahn inklusive Antrieb erneuert. Seitdem ist das zulässige Gesamtgewicht von 800 kg auf 750 kg (für zehn Personen) begrenzt.